# Teofan (Jełanski)
Teofan, nazwisko świeckie Mikołaj Aleksandrowicz Jełanski (ur. 31 stycznia?/12 lutego 1892 w Griebieszoku, zm. 1937 w Kraju Krasnojarskim) – rosyjski biskup prawosławny.
Ukończył Kazańską Akademię Duchowną z tytułem kandydata nauk teologicznych. W 1915 wyświęcony na kapłana, trzy lata później złożył wieczyste śluby mnisze, zaś w 1923 został ihumenem.
W 1925 aresztowany, przez rok przebywał w łagrze urządzonym w dawnym Monasterze Sołowieckim. Następnie udał się do Kazania, gdzie w 1928 został aresztowany ponownie. Ponownie przebywał przez rok na Sołowkach. W 1934 został wyświęcony na biskupa krasnojarskiego i jenisejskiego przez metropolitę moskiewskiego i kołomieńskiego Sergiusza, arcybiskupa iwanowskiego Pawła, arcybiskupa dmitrowskiego Pitirima, biskupa tulskiego Onezyma oraz biskupa Jana (Szyrokowa).
Aresztowany w 1935, został w 1937 rozstrzelany.